# Communauté rurale de Thiamène Cayor
Ne doit pas être confondu avec Communauté rurale de Thiamène Pass.
La communauté rurale de Thiamène est une communauté rurale du Sénégal située au nord-ouest du pays. 
Elle fait partie de l'arrondissement de Coki, du département de Louga et de la région de Louga.